# August Becker (Politiker, 1803)
August Johann Becker (* 19. Juli 1803 in Mainz; † 21. September 1881 ebenda) war ein hessischer Politiker (Deutsche Fortschrittspartei) und ehemaliger Abgeordneter der 2. Kammer der Landstände des Großherzogtums Hessen.

## Familie
August Becker war der Sohn des Johann Aloys Becker (Chef de Division à la préfecture du Département du Mont-Tonnerre) und seiner Frau Aloisia geborene Müller. August Becker, der katholischen Glaubens war, heiratete Eva Josephine geborene Müller (* 13. Dezember 1813).

## Ausbildung und Beruf
August Becker studierte ab 1820 Rechtswissenschaften an der Universität Gießen und arbeitete danach als Richter. 1827 wurde er zunächst Advokat-Anwalt in Mainz und 1836 in Alzey. 1840 war er Ergänzungsrichter am Friedensgericht in Alzey und 1850 Richter am Kreisgericht Mainz. 1872 wurde er zum Rat am Oberappellationsgericht Darmstadt ernannt.

## Politik
In der 17. bis 21. Wahlperiode (1862–1865) war August Becker Abgeordneter der zweiten Kammer der Landstände des Großherzogtums Hessen. In den Landständen vertrat er in den Wahlperioden 17 bis 20 den Wahlbezirk Rheinhessen 1/Alzey und in der 20. Wahlperiode den Wahlbezirk Rheinhessen 2/Alzey.